# Rhytiphora modesta
Rhytiphora modesta är en skalbaggsart som först beskrevs av Blackburn 1890.  Rhytiphora modesta ingår i släktet Rhytiphora och familjen långhorningar. Inga underarter finns listade i Catalogue of Life.